# رسوب کندوپاش

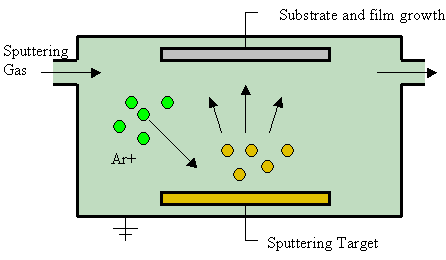
شماتیک رسوب کندوپاش.

رسوب کندوپاش یک روش لایه نشینی از فاز بخار است که برای رسوب لایه نازک می‌باشد. این شامل پرتاب مواد از یک «هدف» که منبعی است روی «زیر لایه» مانند ویفر سیلیکونی. کندوپاشی انتشار مجدد مواد ته‌نشین شده در فرایند رسوب توسط بمباران یونی یا اتمی است. اتم‌های پرتاب شده از هدف دارای توزیع انرژی گسترده‌ای هستند که معمولاً تا ده‌ها الکترون ولت می‌رسد. یون‌های پراکنده شده (معمولاً فقط بخش کوچکی از ذرات خارج شده یونش می‌شوند - حدود ۱درصد) می‌توانند از هدف در خطوط مستقیم پرتاب شوند و با انرژی به لایه‌ها یا محفظه خلاء ضربه بزنند (باعث پاشش مجدد). از طرف دیگر، در فشارهای بالا گاز، یون‌ها با اتم‌های گاز که به‌عنوان محدود کننده عمل می‌کنند و به صورت پراکنده حرکت می‌کنند برخورد می‌کنند و به زیرلایه‌ها یا دیواره محفظه خلاء می‌رسند ومتراکم می‌شوند. گازمورد استفاده درکندوپاشی اغلب یک گاز بی اثر مانند آرگون است. برای انتقال تکانه مؤثر، وزن اتمی گاز مورد استفاده در کندوپاشی باید نزدیک به جرم اتمی هدف باشد، بنابراین برای ایجاد رسوب کندوپاش عناصر سبک نئون مناسب‌تر است، در حالی که برای عناصر سنگین از کریپتون یا زنون استفاده می‌شود. از گازهای واکنش پذیر نیز می‌توان برای کندوپاشی استفاده کرد. این ترکیب می‌تواند بر روی سطح هدف، در حین پرواز یا روی زیر لایه با توجه به پارامترهای فرایند تشکیل شود. در دسترس بودن بسیاری از پارامترها که رسوب کندوپاش را کنترل می‌کنند، آن را به یک فرایند پیچیده تبدیل می‌کند، اما به کارشناسان اجازه می‌دهد تا درجه بالایی از کنترل روی رشد و ریزساختار فیلم را داشته باشند.

## کاربردها
یکی از اولین و مهمترین کاربردهای تجاری گسترده رسوب کندوپاش، در تولید هارد دیسک کامپیوتر است. کندوپاش به‌طور گسترده در صنعت نیمه هادی‌ها برای رسوب دادن لایه‌های نازک از مواد مختلف بر روی تراشه‌ها استفاده می‌شود. در کاربردهای نوری و بصری نیز برای ایجاد پوشش‌های نازک ضد انعکاس روی شیشه از این روش استفاده می‌کنند. به دلیل اینکه این روش در دماهای پایین انجام می‌شود، روشی ایده‌آل برای رسوب لایه نازکی از فلزات برای تولید ترانزیستورها است. یکی دیگر از کاربردهای این روش، پوشش‌های کم تشعشع روی شیشه‌های دوجداره است. این پوشش چند لایه حاوی اکسیدهای نقره و فلزاتی مانند اکسید روی، اکسید قلع یا دی‌اکسید تیتانیوم است. صنعت پوشش دهی ابزار با استفاده از رسوب نیتریدها مانند نیترید تیتانیوم که پوشش سخت طلایی رنگ را ایجاد می‌کند. این روش همچنین به عنوان فرآیندی برای ایجاد لایه فلزی (به عنوان مثال آلومینیوم) در طول ساخت CD و DVD استفاده می‌شود.
سطوح هارد دیسک استفاده پراکنده CrOx و سایر مواد پراکنده. کندوپاشی یکی از روش‌های اصلی ساخت موج‌برهای نوری است و رروش دیگری برای ساخت سلول‌های خورشیدی فتوولتائیک است.

### پوشش کندوپاش

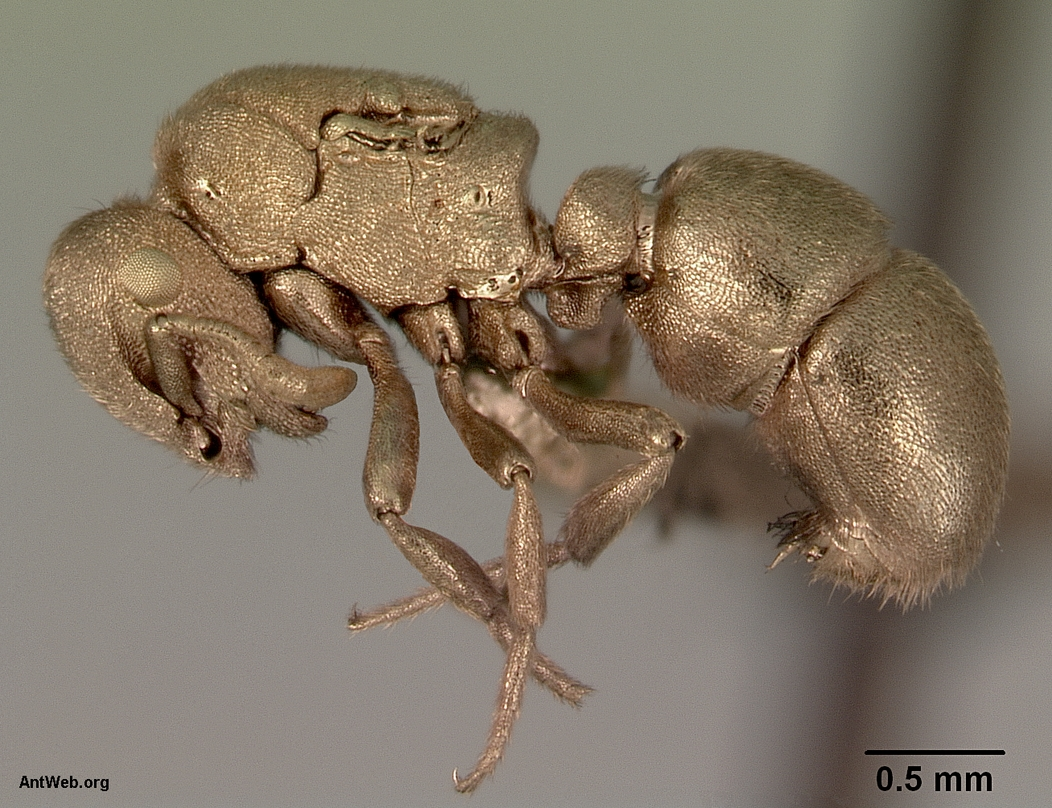
نمونه مورچه پوشش داده شده با پاشش (Aulacopone relicta) برای بررسی SEM.

پوشش کندوپاش در میکروسکوپ الکترونی روبشی یک روش رسوب کندوپاش است که در آن پوششی برای یک نمونه با یک لایه نازک از مواد رسانا ایجاد می‌شود. این پوشش معمولاً از جنس فلزاتی مانند طلا و پالادیم هستند. پوشش‌های فلزی برای افزایش نسبت سیگنال به نویز نیز مفید هستند (فلزات سنگین ساطع کننده‌های الکترون ثانویه خوبی هستند)، هنگامی که از طیف‌سنجی اشعه ایکس استفاده می‌شود، کیفیت پایین‌تری دارند. به همین دلیل هنگام استفاده از طیف‌سنجی اشعه ایکس، پوشش کربنی ترجیح داده می‌شود.

## مقایسه با سایر روش‌های رسوب گذاری

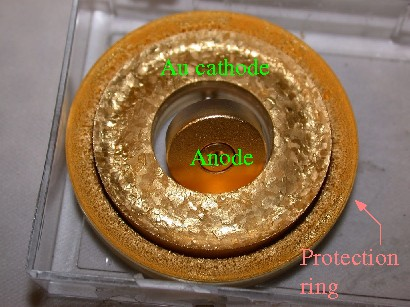
یک هدف پراکنده معمولی با هندسه حلقوی، در اینجا طلا نشان دهنده کاتد ساخته شده از موادی است که قرار است ته‌نشین شود، الکترود ضد آند و یک حلقه بیرونی برای جلوگیری از کندوپاش در اجاقی که هدف را نگه می‌دارد.

مزیت مهم رسوب کندوپاشی این است که می‌توان پوششی از انواع موادحتی موادی با نقطه ذوب بسیار بالا را ایجاد کرد حتی در حالی که تبخیر این مواد در اواپراتور مقاومتی یا سلول نادسن سخت یا غیرممکن است. لایه‌های نازک ایجاد شده با کندوپاشی، ترکیبی نزدیک به مواد اولیه دارند. تفاوت بین آنها به دلیل اختلاف در پاشش عناصر مختلف به خاطر جرم متفاوت آنهاست (عناصر سبک به راحتی توسط گاز منحرف می‌شوند). لایه‌های رسوبی ایجاد شده توسط روش کندوپاشی معمولاً چسبندگی بهتری نسبت به لایه‌های رسوبی ایجاد شده در روشهای تبخیری دارند. یک هدف حاوی مقدار زیادی مواد است و بدون تعمیر و نگهداری است و این تکنیک را برای کاربردهای خلاء بسیار بالا مناسب می‌کند. منابع کندوپاش حاوی قطعات داغ نیستند (برای جلوگیری از گرم شدن معمولاً با آب خنک می‌شوند) و با گازهای واکنش پذیر مانند اکسیژن سازگار هستند. کندوپاش را می‌توان از بالا به پایین انجام داد در حالی که تبخیر باید از پایین به بالا انجام شود. فرآیندهای پیشرفته مانند رشد اپیتاکسیال امکان‌پذیر است.
از معایب فرایند کندوپاش این است که ترکیب این فرایند با بلند کردن برای ساختار لایه نازک دشوارتر است. به این دلیل است که ایجاد سایه کامل بخاطر انتقال پراکنده غیرممکن است. همچنین، کنترل فعال برای رشد لایه به لایه در مقایسه با رسوب لیزر پالسی دشوار است و گازهای کندوپاش خنثی به عنوان ناخالصی در لایه نازک در حال رشد ساخته می‌شوند. رسوب لیزر پالسی گونه ای از تکنیک رسوب کندوپاش است که در آن از پرتو لیزر برای کندوپاش استفاده می‌شود. نقش یون‌های پراکنده شده و گاز پس زمینه به‌طور کامل در طول فرایند رسوب لیزر پالسی بررسی شده‌است.

## انواع رسوب کندوپاش

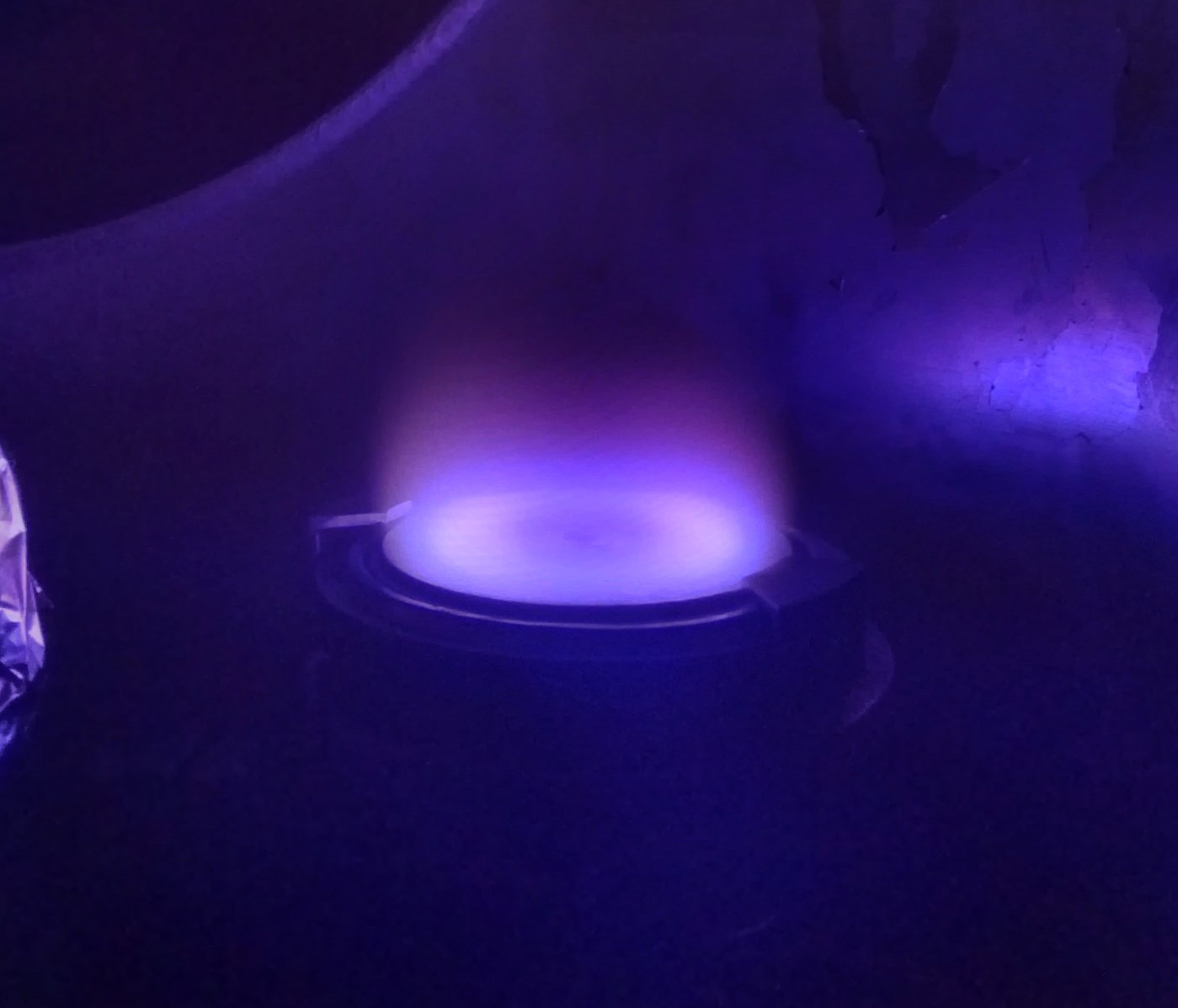
منبع کندوپاش مگنترون

منابع کندوپاش غالباً از مگنترون‌هایی که از میدان‌های الکتریکی و مغناطیسی قوی برای محدود کردن ذرات باردار پلاسما در نزدیکی سطح هدف استفاده می‌کنند. گاز کندوپاش معمولاً یک گاز بی اثر مانند آرگون است. یون‌های اضافی آرگون ایجاد شده در نتیجه این برخوردها منجر به نرخ رسوب بالاتری می‌شود. پلاسما همچنین می‌تواند در فشار کمتری از این طریق حفظ شود. اتم‌های پراکنده شده به‌طور خنثی بار دارند و بنابراین تحت تأثیر تله مغناطیسی قرار نمی‌گیرند. با استفاده از کندوپاش RF که در آن علامت بایاس آند-کاتد با سرعت بالایی تغییر می‌کند، می‌توان از ایجاد بار در اهداف عایق جلوگیری کرد. کندوپاش RF برای تولید لایه‌های نازک اکسیدی با عایق بسیار خوب کار می‌کند، اما منابع تغذیه RF و شبکه‌های تطبیق امپدانس هزینه‌های زیادی دارند. میدان‌های پراکنده شارهای مغناطیسی که از اهداف فرومغناطیسی نشت می‌کنند نیز روند کندوپاش را مختل می‌کنند. معمولاً باید از تفنگ‌های کندوپاش طراحی شده با آهن‌رباهای دائمی قوی استفاده شود.

### کندوپاش پرتو یونی

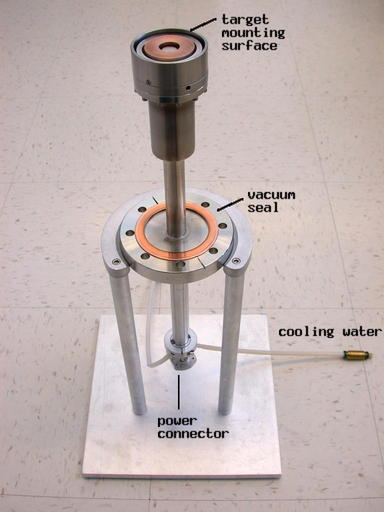
یک تفنگ اسپاتر مگنترون که سطح نصب هدف، ورودی خلاء، کانکتور برق و خطوط آب را نشان می‌دهد. این طرح برخلاف هندسه حلقه که در بالا نشان داده شده‌است، از یک هدف دیسکی استفاده می‌کند.

کندوپاش پرتو یونی (IBS) روشی است که در آن هدف خارج از منبع یونی است. یک منبع می‌تواند بدون هیچ میدان مغناطیسی مانند یک سنسور فشار یونیزاسیون عمل کند. در منبع کافمن، یون‌ها در اثر برخورد با الکترون‌هایی که مانند مگنترون توسط یک میدان مغناطیسی محدود شده‌اند، تولید می‌شوند. سپس توسط میدان الکتریکی که از یک شبکه به سمت هدف شتاب می‌گیرند. زمانی‌که یون‌ها منبع را ترک می‌کنند توسط الکترون‌های یک رشته خارجی دوم خنثی می‌شوند. مزیت کندوپاش پرتو یونی این است که می‌تواند انرژی و شار یون‌ها را کنترل کرد. از آنجایی که شاری که به هدف برخورد می‌کند از اتم‌های خنثی تشکیل شده‌است، اهداف عایق یا رسانا می‌توانند پراکنده شوند. یکی از کازبردهای کندوپاش پرتویونی در ساخت سرهای لایه نازک برای درایوهای دیسک سخت است. این باعث صرفه جویی در گاز و کاهش آلودگی در کاربردهای خلأ فوق-بالا می‌شود. ایراد اصلی کندوپاش پرتو یونی تعمیر ونگهداری زیاد برای حفظ عملکرد منبع یونی است.

### کندوپاش واکنشی
در کندوپاش واکنشی، ذرات پراکنده شده از یک ماده مورد نظر تحت یک واکنش شیمیایی قرار می‌گیرند که هدف آن قرار دادن یک لابه نازک با ترکیب متفاوت بر روی یک زیرلایه خاص است. این واکنش شیمیایی با یک گاز واکنش‌پذیر مانند اکسیژن یا نیتروژن که به محفظه کندوپاش وارد می‌شود و باعث تولید لایه‌های اکسید و نیترید می‌شود، رخ می‌دهد. افزودن یک عنصر اضافی مانند گاز واکنش پذیر به فرایند، تأثیر قابل توجهی در رسوبات مورد نظر دارد. به همین ترتیب، اکثریت گسترده فرآیندهای کندوپاش مبتنی بر واکنش با رفتاری شبیه پسماند مشخص می‌شوند، بنابراین برای تضعیف آن به کنترل مناسب پارامترهای درگیر، به عنوان مثال فشار جزئی گازهای فعال (یا بی اثر) و واکنشگر نیاز دارند. برگ و همکاران یک مدل برای تخمین تأثیر افزودن گاز واکنش ذیر در فرایند کندوپاش پیشنهاد کردند. به‌طور کلی، تأثیر فشار نسبی و جریان گاز راکتیو مطابق با فرسایش هدف و نرخ رسوب فیلم بر روی بستر مورد نظر برآورد شد. ترکیب لایه‌های نازک را می‌توان با تغییر فشار نسبی گازهای بی اثر و واکنش‌پذیر کنترل کرد.

### رسوب به کمک یون
در رسوب دهی به کمک یون (IAD)، زیرلایه در معرض یک پرتو یون ثانویه که با قدرت کمتری نسبت به تفنگ کندوپاش، قرار می‌گیرد. معمولاً یک منبع کافمن، مانند منبع مورد استفاده در کندوپاش پرتو یونی، پرتو ثانویه را تأمین می‌کند. از روش رسوب دهی به کمک یون می‌توان برای رسوب کربن به شکل الماس بر روی یک زیرلایه استفاده کرد. هر اتم کربنی که روی زیرلایه فرود آید و نتواند به درستی در شبکه کریستالی الماس متصل شود، توسط پرتو ثانویه از بین می‌رود. روش رسوب به کمک یون در ایجاد پوشش‌های کربن آمورف چهاروجهی بر روی صفحات دیسک سخت و پوشش‌های نیترید فلز انتقالی سخت روی ایمپلنت‌های پزشکی استفاده می‌شود.

### کندوپاش با هدف بالا (HiTUS)
کندوپاشی ممکن است از راه دور و با تولید پلاسمای چگالی بالا نیز انجام شود. پلاسما در یک محفظه جانبی که به محفظه اصلی باز می‌شود، تولید می‌شود که حاوی هدف و زیرلایه‌ای که قرار است پوشش داده شود.

### کندوپاش مگنترون ضربه ای با توان بالا (HiPIMS)
کندوپاش مگنترون ضربه‌ای با توان بالا یک روش لایه نشینی از فاز بخار است که برای رسوب لایه نازک می‌باشد. این روش از چگالی توان بسیار بالا در مرتبه kW/cm 2 در پالس‌های کوتاه ده‌ها میکروثانیه در چرخه کاری کم کمتر از ۱۰ درصد استفاده می‌کند.

### کندوپاش جریان گاز
کندوپاش جریان گاز ازاثر کاتد توخالی استفاده می‌کند. در کندوپاش جریان گاز، یک گاز فعال مانند آرگون از طریق دهانه فلزی که در معرض پتانسیل الکتریکی منفی قرار دارد هدایت می‌شود. اگر فشار در محفظه p و یک بعد مشخصه L از کاتد توخالی از قانون پاشن پیروی کند، در کاتد توخالی چگالی پلاسما افزایش می‌یابد. این باعث شار بالای یون‌ها در سطوح اطراف و اثر کندوپاش بزرگ می‌شود؛ بنابراین کندوپاش جریان گاز مبتنی بر کاتد توخالی ممکن است با نرخ رسوب بزرگ تا مقادیر چند میکرومتر در دقیقه همراه باشد.

## ساختار و ریختشناسی
در سال ۱۹۷۴ تورنتون از مدل ناحیه ساختاری برای توصیف ریخت‌شناسی لایه نازک برای رسوب کندوپاش استفاده کرد. در مطالعه‌ای بر روی لایه‌های فلزی تهیه‌شده توسط کندوپاش DC, او مفهوم منطقه ساختاری را که در ابتدا توسط مووچان و دمچیشین برای لایه‌های نازک تبخیر شده معرفی شده‌بود، گسترش داد.